# Dynamic Games
Dynamic Games (registrado oficialmente Dynamic Games Entretenimento Ltda) é uma empresa brasileira de jogos eletrônicos sediada em Mamborê, no Paraná, e fundada em dezembro de 2004. A empresa é focada principalmente em desenvolver simuladores para uso profissional e jogos de condução de veículos de carga ou passageiros. A empresa alcançou jogadores em mais de 190 países.

## História
A companhia foi fundada em Dezembro de 2004. Em 5 de Junho de 2010, lançou o jogo Transportando o Brasil para computador, e em 2014 publicou o jogo Speedway Masters para android cuja sequencia, Speedway Masters 2, surgiu no ano seguinte. Em 2016 voltou a lançar dois jogos para o mercado móvel, Just Drive Simulator, que alcançou um grande sucesso a nível internacional, e Heavy Truck Simulator. Em 2017 publicou o jogo Heavy Bus Simulator para Android, entrando depois numa nova fase, quando vendeu os seus produtos a uma loja de aplicativos norte-americana, cujo modelo de lucro era baseado nos anúncios dentro dos jogos. Nos princípios de 2018, a empresa anunciou o jogo World Truck Driving Simulator, que foi publicado em meados desse ano, e que foi o seu produto de maior sucesso, com mais de cinco milhões de descarregamentos. Em 2019, foi lançado o World Bus Driving Simulator, uma sequência do Heavy Bus, e que também foi bem sucedido, tendo atingido cerca de um milhão de downloads. No final de 2021, a Dynamic Games anunciou o jogo Drive's Jobs Online Simulator, que foi lançado em 23 de maio de 2022

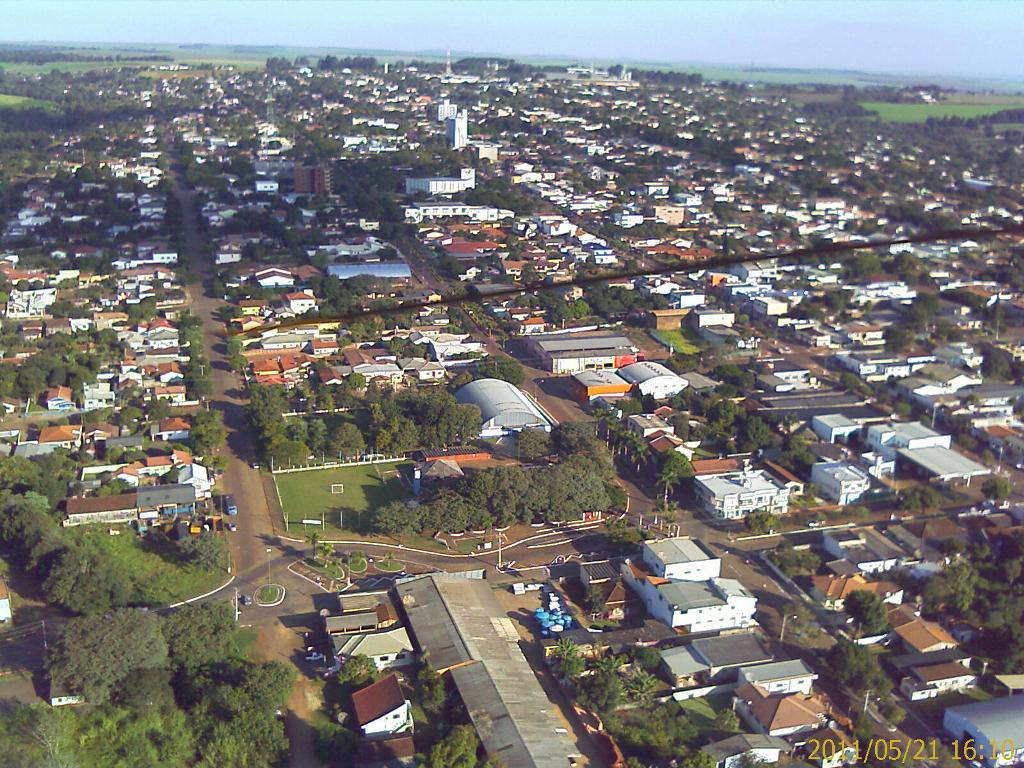
Vista aérea da cidade de Mamborê, onde está sediada a empresa.

## Descrição

### Empresa
A empresa Dynamic Games Entertainment tem a sua sede em Mamboré, no estado do Paraná.

### Jogos
A companhia concentra-se principalmente em simuladores de veículos, tendo por exemplo publicado os jogos de corridas Real Simulation Experience, Speedway Masters, Super American Trucks e Speedway Masters 2, de condução e gestão de automóveis e caminhões, como Transportando o Brasil e Heavy Load Truck Racing, Heavy Truck, Heavy Bus Simulator, World Truck e World Bus Driving Simulator e Just Drive Simulator, e um simulador de estacionamento, Dynamic Parking. Outros tipos de jogos lançados pela empresa incluem o War Operations, de estratégia militar, Cim-Itério, sobre a gestão de um cemitério, e Advergame Ocesp, um jogo de demonstração para eventos da Organização das Cooperativas do Estado de São Paulo. Um produto que esteve em desenvolvimento mas que não chegou a ser lançado foi Os Conquistadores, baseado na história do primeiro rei de Portugal, D. Afonso Henriques.